# Musel I Mamicônio
Musel I ou Musiles I Mamicônio (em latim: Musel ou Musiles; em grego medieval: Μουσίλης; romaniz.: Mousílēs; em armênio: Մուշեղ; romaniz.: Mušeł; m. em 377/8), dito o Valente, foi um asparapetes (comandante-em-chefe) do Reino da Armênia nos reinados dos reis Papa (r. 370–374) e Varasdates (r. 374–378), bem como o líder de sua família. Tomou parte da resistência armênia contra as forças do xainxá Sapor II (r. 309–379), sobretudo na Batalha de Vagabanta de 371, quando o exército romano-armênio derrotou tropas iranianas na planície de Bagrauandena. Foi regente da Armênia no tempo do jovem e inexperiente Varasdates, que depois suspeitou que representava uma ameaça a seu governo e ordenou sua execução em 377/8. Já foi proposto que seja o Arrabanes citado em Amiano Marcelino, mas a associação é controversa.

## Nome
Musel ou Musiles (Μουσίλης, Mousílēs) são as formas latina e grega do armênio Muxel (Մուշեղ, Mušel), que originou-se no hitita Mursil através da forma não atestada Murxel (*Մուրշեղ, *Muršeł).

## Antecedentes
Musel era filho do asparapetes armênio (comandante-em-chefe) Vasaces I e membro da família Mamicônio, que controlava a província de Taique, no noroeste, perto da fronteira com o Reino da Ibéria. O ofício de asparapetes era hereditário entre os Mamicônios, e o mais importante depois do rei. Vasaces era líder do partido pró-romano que apoiava o rei Ársaces II (r. 350–368). No entanto, com a morte do imperador Juliano (r. 361–363) na Batalha de Samarra em 363, as forças romanas se retiraram da Armênia, expondo-a ao Império Sassânida. Isso forçou Ársaces, assim como muitos nobres armênios, como Vasaces, a partir à corte persa em Ctesifonte para jurar lealdade ao xainxá Sapor II (r. 309–379). Porém, a recusa de Ársaces em aceitar as exigências de Sapor resultou em sua prisão no Castelo do Esquecimento, enquanto Vasaces foi torturado até a morte. Com a eliminação de Ársaces (que decidiu se suicidar), Sapor enviou tropas à Armênia.

## Biografia

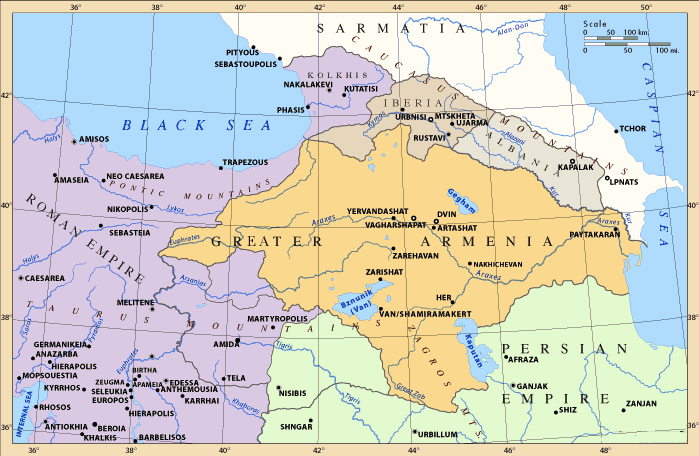
Ásia Menor e Cáucaso no século IV

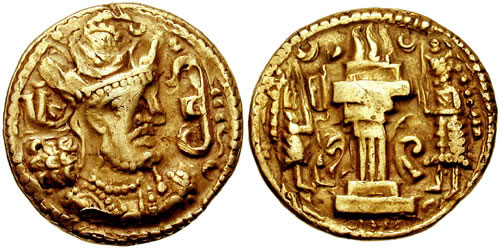
Dinar de r.

A viúva de Ársaces, a rainha Farranzém, organizou a resistência e enviou uma delegação sob o comando de Musel aos romanos para pedir ajuda em nome de seu herdeiro Papa, mas eles estavam relutantes em se envolver na guerra e apoiar a Armênia, que já estava devastada pelas forças iranianas. No inverno de 369/70, após dois anos de cerco, caiu a fortaleza de Artogerassa, e Farranzém foi capturada junto com o tesouro real. As tropas iranianas marcharam de volta ao Assuristão, e no caminho destruíram várias localidades como Valarsapate, Eruandaxata, Zarixata, Naquichevão, Zareavã e Artaxata. Segundo Fausto, o Bizantino, ao chegarem na Pérsia, o xainxá ordenou que a rainha fosse dada aos soldos e violada até a morte.
No meio tempo, Papa fugiu ao Império Romano, onde foi recebido pelo imperador Valente (r. 364–378) em 378 na cidade de Neocesareia, no Ponto Polemoníaco, a 300 quilômetros da fronteira da Armênia, de onde manteve contato com a sua mãe com o intuito de encorajá-la a resistir até a ajuda chegar. Os iranianos, apoiados por alguns nobres armênios como Vaanes, tio de Musel, tentaram impor o zoroastrismo no país, mas Vaanes foi assassinado por seu filho Samuel em decorrência da violência empregada. Musel reuniu todos os contingentes remanescentes dos azates (as tropas de elite) e marchou à fronteira romana para se reunir com Papa e pediu a Valente que ajudasse a reinstalá-lo no trono. O imperador consentiu, e em 370/1 designou os generais Terêncio e Arinteu com a tarefa de ajudá-los.
Ao chegarem na fronteira, Musel foi nomeado asparapetes e foram em busca do católico Narses I, o Grande (r. 353–373), que estava escondido desde a invasão, para que os abençoasse. Em seguida, Musel organizou e equipou os seus contingentes, formando assim um exército de 10 mil homens que apresentou aos generais romanos, Narses e Papa, que lhe deu presentes em reconhecimento a seus esforços. Musel atacou o cantão de Daranália, na província da Alta Armênia, antes de adentrar as terras médias do planalto Armênio, onde matou os generais Zecas e Carano e matou todos os seus soldados. Por fim, retomou todas as terras até a fronteira em Ganzaca, no Azerbaijão. Papa foi instalado, ainda que sem as insígnias reais, e tropas romanas foram distribuídas nos cantões. Musel destruiu os templos zoroastristas e ordenou que todos os masdeístas que encontrassem fossem queimados vivos. Mandou que todos os senhores que se prostraram diante de Sapor em submissão tivessem suas peles arrancadas, enchidas de palha e penduradas nas muralhas das cidades como vingança pela morte de seu pai. Então o país gradualmente começou a se reerguer sob supervisão do rei e do católico, e Musel montou guarda na fronteira com 40 mil homens.

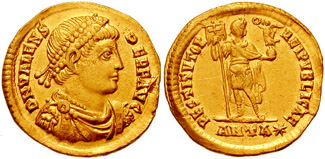
Soldo de Valente r.

No mesmo ano, Sapor marchou à Armênia a partir do Azerbaijão, onde se uniu com o contingente liderado por Meruzanes I do clã Arzerúnio em Gabris (Tabriz, no Azerbaijão Oriental). Musel atacou o acampamento e o destruiu, com Sapor mal podendo escapar a cavalo. O exército persa foi destruído, vários nobres foram mortos e/ou feitos cativos e muito butim foi capturado para ser repartido com os soldados, o rei e os aliados romanos. Os nobres que estavam no pavilhão real, e que totalizavam 600 indivíduos, tiveram suas peles arrancadas, enchidas com palha e enviadas a Papa em vingança pela morte de Vasaces. As rainhas de Sapor, que foram deixadas quando ele fugiu, foram tratadas com dignidade e devolvidas junto dos iranianos sobreviventes, o que trouxe desconfiança entre os nobres e Papa. Em reconhecimento por seu ato, Sapor ordenou que uma taça com a representação de Musel montado sobre um cavalo fosse feita e em todas as ocasiões que bebeu vinho nas festividades, a colocou diante de si e, segundo Fausto, dizia: "deixe o cavaleiro do corcel branco beber!".

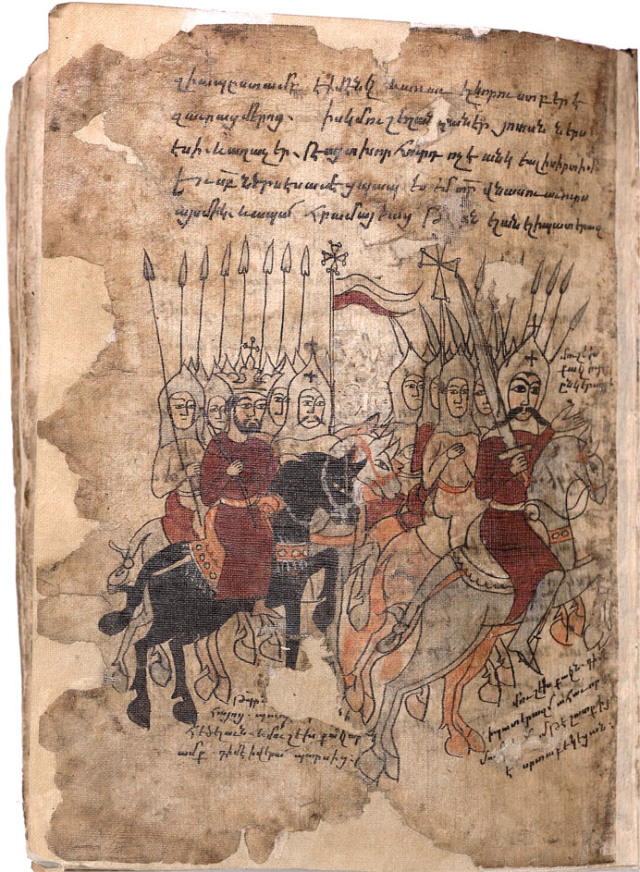
Musel e Papa em Vagabanta segundo manuscrito armênio do século XVI

No inverno, Musel se dirigiu a sua fortaleza de Volando, em Taraunitis, onde recebeu ordens de Papa para executar o hair (grão-camareiro) anônimo que insultou a sua mãe em Artogerassa durante o cerco. Musel o ludibriou solicitando que viesse a Volando para ser muito honrado, e logo que chegou, foi preso pelos guardas, que o deixaram desnudo e amarrado com as mãos junto aos joelhos antes de o lançarem dentro do congelado Arsânias para morrer. Mais tarde no mesmo ano, Sapor ordenou uma nova expedição contra a Armênia fosse lançada a partir do Azerbaijão. Papa marchou com as tropas romanas a Vagabanta, no distrito de Bagrauandena, onde se preparou à chegada de Musel, que trouxe consigo 90 mil homens. Meruzanes, ainda que um aliado persa, enviou a Musel um emissário informando que ele foi prometido como troféu ao rei da Albânia Urnair e que devia tomar cuidado. Papa queria lutar, mas foi convencido por Terêncio a ir para o topo do monte Nifates com Narses. Musel foi ao encontro deles para pedir a bênção do clérigo, mas Papa se recusou a permitir que lutasse, dizendo: "Lembrei que tu és amigo do rei persa Sapor. Não és [tu] Musel que enviaste as esposas dele em liteiras e com guardas? E também ouvi que estás falando com os persas. Portanto, não o deixe entrar em combate."
Musel pediu a intercessão de Narses, mas o rei se recusou. Narses então foi mais incisivo com seu pedido e o rei se convenceu, desde que Musel jurasse pela mão direita de Narses que não desertaria. Ele foi chamado perante Papa, se prostrou, agarrou a mão direita de Narses e jurou. Em seguida, pegou a mão direita do rei e jurou: "Devo viver e morrer por ti como meus ancestrais por teus ancestrais [e] como meu pai por teu pai Ársaces, isso também devo fazer por ti, mas não dês ouvidos a caluniadores." Papa quis lhe dar seu cavalo de guerra e sua lança, mas Musel não aceitou e disse que "Devo lutar com minhas próprias [armas], e então, ó rei, o que queres que me dês, estou em tuas mãos". O exército combinado armeno-romano venceu os persas na Batalha de Vagabanta, na qual Urnair foi ferido por Musel, mas teve permissão de voltar à Albânia com oito cavaleiros. Devido à vitória, Papa deu tesouros, armas, ornamentos, ouro, prata, suprimentos, cavalos, mulas e camelos e vários nacarares que desertaram para Sapor nos anos 360, estavam sob o seu controle.

Azerbaijão

Rumores de que Musel queria assassinar Papa se espalharam rapidamente, sob alegação de que sempre deixava fugirem os inimigos reais. Papa o repreendeu pela atitude, mas supostamente alegou que: 
| “ | Matei todos os meus iguais, mas aqueles que usam a coroa não são meus iguais, mas teus. Vá e mate os teus, e eu matei os meus. Nunca ergui minha mão contra um homem [que é] rei, contra alguém que usa coroa; não a ergo, nem irei. Se desejas matar-me, mate, mas a mim, se alguma vez um rei cair em minhas mãos, como ocorreu muitas vezes, não matarei um rei, alguém que usa coroa, mesmo embora alguém devesse matar-me. | ” |
|   | — Fausto, o Bizantino, Histórias Épicas, V.iv.204. |   |

As suas palavras convenceram o rei de sua lealdade, e foi recompensado com muitos presentes, honras e aldeias. Pouco depois, em consideração por ter sido poupado, Urnair enviou mensagem a Musel informando da movimentação de tropas persas na fronteira da Armênia com o Azerbaijão. O general dirigiu seu contingente de 90 mil homens à fronteira, e com ajuda dos romanos derrotou decisivamente Sapor e suas tropas em mais de uma batalha. Cílaces foi deixado como guarda da fronteira em Ganzaca por Musel e Terêncio, que então retornaram à corte real. Pouco depois, a paz foi alcançada com a Pérsia e Musel pôde se dedicar a combater os nobres que se rebelaram contra a dinastia dos arsácidas. Primeiro invadiu o domínio real no Azerbaijão, que forçou a pagar tributo e de onde obteve vários prisioneiros. Na sequência, repetiu seus feitos no Reino de Adiabena, na província de Artisaquena, nos distritos de Tamoritis, Corduena e Codritom em Gordiena, no distrito de Basoropeda em Vaspuracânia e nas satrapias de Sofanena, Ingilena, Anzitena e Arzanena da futura Armênia Quarta; especificamente em Arzanena, capturou o vitaxa, matou suas esposas na sua frente e capturou seus filhos antes de deixar osticanos supervisionando o país. Também invadiu a província de Caspiana, e sobretudo sua cidade de Paitacarão, onde decapitou muitos, prendeu outros tantos e fez mais alguns de reféns, impôs tributo e deixou osticanos como supervisores.[a] De todo modo, as campanhas de Musel terminavam com a invasão da Ibéria e Albânia: no primeiro, matou os azates, crucificou os membros da dinastia farnabázida, decapitou todos os nacarares ali refugiados e recapturou a província de Gogarena antes de decapitar o vitaxa, matar os homens de seu clã e capturar suas esposas e filhas; no segundo, reconquistou a província de Otena e seus distritos de Sacasena e Gardamana e o distrito de Coltena, de Artisaquena. Estas invasões restauraram a fronteiro ibero-armeno-albanesa nas margens do Ciro.[a]

Representação moderna de Varasdates

No rescaldo dos conflitos, Sapor II, tentando recuperar sua influência sobre a Armênia, enviou embaixadas que fizeram Papa considerar os romanos com desconfiança, apesar do esforço de Musel para evitar a ruptura com o Império Romano. Em 374, a pedido de Valente, Trajano assassinou Papa e o substitui por Varasdates (r. 374–378), sobrinho de Ársaces. Musel tornou-se mentor do jovem rei. Mas o rei, influenciado, e cada vez mais dependente da opinião dos nobres, acusou Musel de ser cúmplice na morte de Papa e solicitou que Bátis Sarones o executasse num banquete. Vache II foi nomeado chefe dos Mamicônios e Bátis Sarones asparapetes. Após sua morte, sua família e parentes colocaram seu corpo numa alta torre, acreditando que os espíritos desceriam e o trariam de volta à vida.

## Avaliação
O relato da alta torre e os espíritos, conforme descrito por Fausto, pode ser um eco do antigo mito de Ara, o Belo, que após ser morto por Semíramis em combate, devia ser revivido pelos espíritos aos quais a rainha orou. Isso indica que a crença nesses espíritos ancestrais ainda era atual na Armênia dos séculos IV e V, após a cristianização do país.
Nicholas Adontz e Josef Markwart sugeriram que Musel fosse o Arrabanes citado em Amiano Marcelino, pois ambos eram oficiais militares, lideraram negociações com Valente que resultaram no retorno de Papa à Armênia e foram acusados de traição, mas a associação causa disputa. Noel Lenski propôs que Arrabanes seja o Vaanes, o Apóstata da obra de Fausto e Ferdinand Justi propôs associá-lo com o Carano citado pelo mesmo autor.